# Парламентські вибори у Великій Британії 2019
Парламентські вибори у Великій Британії 2019 — дострокові вибори до Палати громад у Великій Британії, що відбулися 12 грудня 2019.

## Історія
На попередніх загальних виборах у Великій Британії, які відбулися лише на два з половиною роки раніше, жодна політична партія не здобула більшості місць у Палаті громад, що обернулося затяжною парламентською неспроможністю розв'язати питання «брексіту». У липні 2019 р. після відставки Терези Мей тодішній міністр закордонних справ Великої Британії Борис Джонсон був обраний керівником Консервативної партії та, відповідно, призначений прем'єр-міністром.
Після того, як прем'єр-міністр Борис Джонсон назвав британський парламент недієздатним і заявив про потребу виборів, 19 квітня 2017 він закликав парламент підтримати ідею проведення виборів.
29 жовтня 2019 Палата громад затвердила у другому читанні внесений урядом законопроєкт про проведення дострокових виборів до парламенту 2019 р. 30 жовтня 2019 пізно ввечері цей законопроєкт схвалила Палата лордів.
Напередодні виборів у грудні лідирувала у рейтингу партія глави уряду. Результати соцопитувань перед виборами давали консерваторам 339 місць у парламенті, лейбористам — 231, ліберальним демократам — 15, а Шотландській національній партії — 41 мандат.
Опитування на виході з дільниць для голосування показали, що на виборах перемагає партія Бориса Джонсона, який обіцяє вивести країну з Євросоюзу до 31 січня 2020 р. За результатами великого всебританського екзит-полу, Консервативна партія на позачергових виборах 12 грудня мала здобути 368 (+50 порівняно з попереднім складом) із 650 місць Палати громад. Головні супротивники консерваторів лейбористи на чолі із Джеремі Корбіном мали б отримати 191 мандат (-71), Ліберально-демократична партія — 13 (+1) мандатів, Шотландська національна партія — 55 (+20). Щоб мати більшість, потрібно 326 депутатів, хоча іноді вистачає й менше. Спікер парламенту зазвичай нейтральний, а представники північноірландської «Шинн Фейн» не займають свої крісла.

## Правові засади
Всі 650 депутатів Палати громад обираються в одномандатних округах в один тур. Для перемоги досить переваги в 1 голос.
Правом голосувати на виборах депутатів Палати громад наділені особи віком від 18 років, які мають громадянство Співдружності та проживають за адресою у Сполученому Королівстві, або громадяни Сполученого Королівства, які мешкають за кордоном та реєструвалися для голосування в останні 15 років, не мають правових обмежень голосувати (пов'язаних з ув'язненням, перебуванням у психіатричній лікарні чи переховуванням від правоохоронних органів) і не позбавлені права голосу та які зареєструвалися для голосування до півночі 31 жовтня.

## Наслідки
Після завершення підрахунку голосів на всіх виборчих округах Консервативна партія збільшила кількість своїх депутатів на 47 та має тепер 365 місць із 650. Водночас, їхні головні суперники лейбористи втратили 59 мандатів і мають усього 203 голоси. Шотландська національна партія поліпшила свій результат на 13, здобувши 48 мандатів, а Ліберально-демократична партія виборола лише 11 місць, тобто менше на 1, ніж на попередніх виборах.
Таким чином, правляча Консервативна партія відновила свою більшість у Палаті громад після її втрати в 2017 р., тоді як лейбористи зазнали серйозних втрат, отримавши найменшу кількість місць від часу загальних виборів 1935 р.
У підсумку консерватори, отримавши 43,6 % голосів (найвища частка від часу загальних виборів 1983 р.), поліпшили свій результат на 48 місць, а лейбористи скоротили свою присутність у парламенті на 60 місць, втративши на користь консерваторів кілька своїх округів у північній та центральній Англії. Втрати лейбористів призвели до того, що Корбін оголосив про відставку з посади керівника партії. Шотландська національна партія покращила свої позиції у Шотландії за рахунок консерваторів. Як заявила її керівниця Нікола Стерджен, такий високий результат Шотландської національної партії переконав її провести новий референдум про незалежність. На її думку, результати парламентських виборів у Великій Британії чітко показали, що шотландці не хочуть виходу з ЄС. Стерджен також запевнила, що усвідомлює, що не всі, хто голосував за її партію, хочуть незалежності від Великої Британії, але у будь-якому разі питання про майбутнє Шотландії повинні вирішувати самі її жителі.
Лідерка ліберал-демократів Джо Свінсон попри те, що її партія одержала 11,6 % голосів, була змушена піти у відставку через програш у її окрузі Східний Данбартоншир.
Зелені утримали свої місця, а частка відданих за них голосів зросла. Плайд Кемри так і залишилася з 4 мандатами без істотної зміни відсотка голосів. У Північній Ірландії на виборах уперше було обрано більше депутатів-націоналістів, ніж парламентарів-юніоністів. Із двох основних партій цієї країни у Шинн Фейн результат практично не змінився, тоді як Демократична юніоністська партія втратила два місця, незважаючи на поліпшений показник частки відданих голосів. Соціал-демократична і лейбористська партія отримала два місця, а партія «Альянс» повернула своє місце, що привело до відновлення присутності обох цих політичних сил у Палаті громад.

## Нотатки
1. ↑  Кількість місць не включає нинішнього спікера Палати громад Ліндсея Гойла, якого деякі ЗМІ зараховують до загальної кількості місць лейбористів. За законами Великої Британії, спікер Палати громад розриває всі зв'язки зі своєю партією після його обрання на цю посаду.
2. ↑  Нікола Стерджен займає крісло депутата у Парламенті Шотландії від округу Глазго Саутсайд. Лідером кандидатів у Палату громад від ШНП був Ангус Робертсон від округу Морей, який втратив своє місце на користь Іана Блекфорда.
3. ↑  З метою реєстрації особи без постійної або фіксованої адреси можуть подати «заяву про прив'язаність» до певного місця перебування[10]
4. ↑  Або, у випадку з громадянином Британії, який переїхав за кордон до досягнення 18-річного віку, якщо його/її батько/мати чи опікун значився у реєстрі виборців Великої Британії в останні 15 років